# Jón Þorláksson (Schriftsteller)

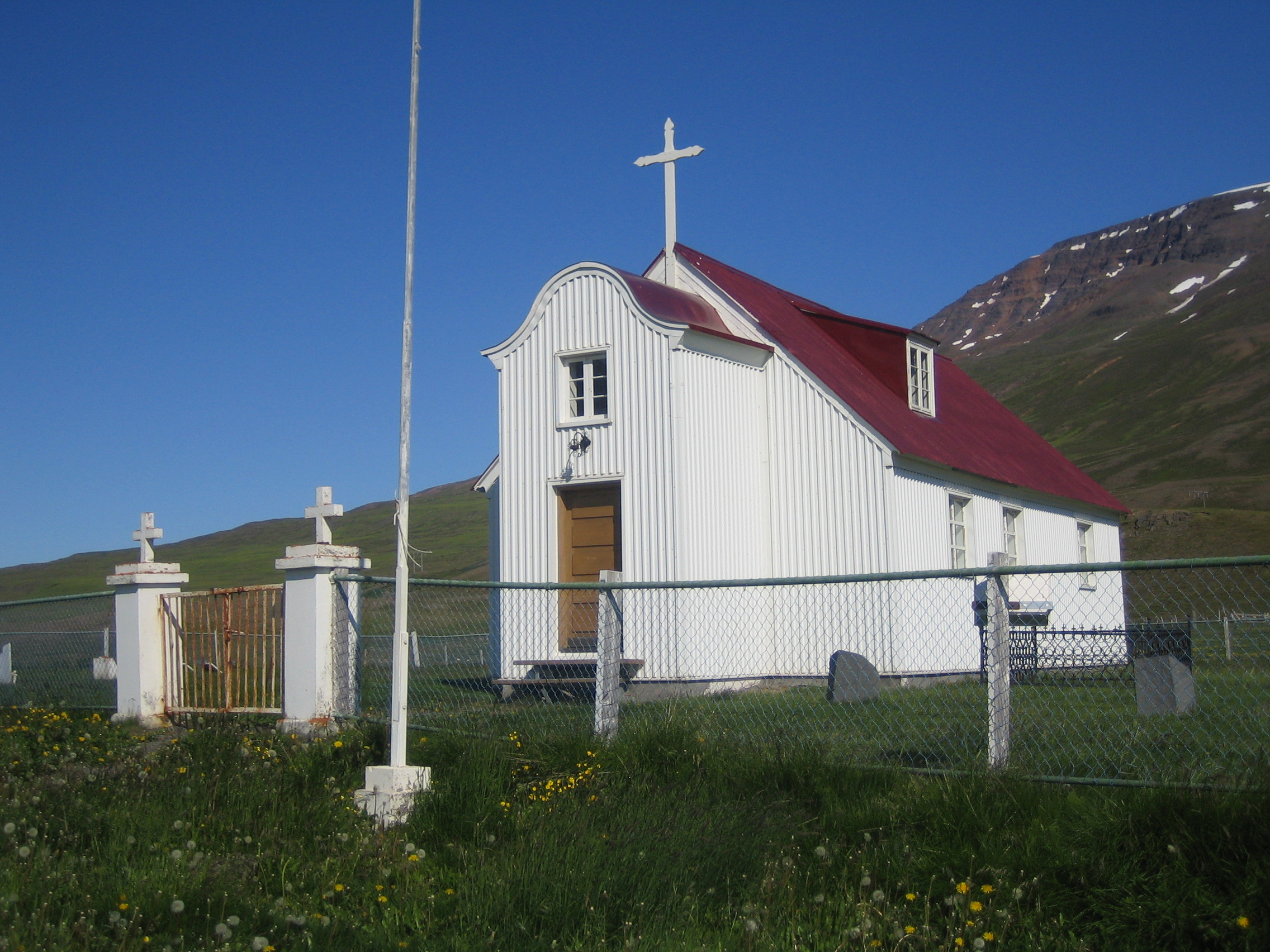
Heutige Kirche von Ytri Bægisá

Jón Þorláksson (geboren am 13. Dezember 1744 im Selárdalur auf dem gleichnamigen Hof in der Gegend des Arnarfjörður, Island; gestorben am 21. Oktober 1819 auf dem Pfarrhof von Bægisá, Island) war ein isländischer Schriftsteller und Übersetzer.

## Familie und Kindheit
Jón Þorláksson wurde 1744 als Sohn des evangelischen Pfarrers Þorlákur Guðjónsson und seiner Frau Guðrun Tómasdóttir auf dem Pfarrhof Selárdalur am Arnarfjörður in den südlichen Westfjorden von Island geboren. Als der Junge jedoch fünf Jahre alt war, verlor sein Vater das Pfarramt. Dabei lautete die Anklage, er sei beim Abhalten des Gottesdienstes betrunken gewesen. Er erhielt jedoch anschließend die Stelle des Sýslumaður, erst im Ísafjarðarsýsla, dann auf den Westmännerinseln und schließlich ließ sich die Familie auf dem Hof Teigur in Fljótshlíð nieder, wobei der Vater nun stellvertretender Sýslumadur für Árnessýsla war und wo die Familie länger lebte, während Jón aufwuchs.

## Leben
Da sich der junge Jón schon bald als recht begabt erwies, schickten ihn die Eltern auf die höhere Schule nach Skálholt, wo er nach drei Jahren sein Abitur machte.
Danach arbeitete er fünf Jahre lang als Schreiber von zwei verschiedenen Stiftsamtmännern (Magnús Gíslason (Stiftsamtmann) und Ólafur Stefánsson (Stiftsamtmann)), damals die höchsten Verwaltungsbeamten der dänischen Krone in Island.
Danach schloss Jón eine Ausbildung zum Pfarrer ab und bekam ein Amt als solcher im Dalasýsla. Dort lernte er auch die Tochter eines reichen Bauern kennen, Jórunn Brynjólfsdóttir. Der Vater war gegen eine Heirat, jedoch bekamen die beiden ein Kind. Jón verlor deshalb 1770 sein Pfarramt. Zwei Jahre danach wurde er allerdings wieder als Pfarrer anerkannt und erhielt die Pfarrei von Stað in Grunnavík. Später wurde Jón aber noch ein weiteres Kind der Frau zugesprochen und er verlor wieder sein Pfarramt.
In Hrappsey, wo er später arbeitete, heiratete Jón Margrét, die Tochter des Druckereibesitzers Bogi Benediktsson, und wohnte mit ihr etliche Jahre auf dem Hof Galtardal am Fellsströnd (dem südlichen Teil der Halbinsel Klofningsnes, am Hvammsfjörður).
Ab 1788 war er wieder Pfarrer, diesmal in der durch die Volkssage des Diakons von Myrká bekannten Pfarrei Bægisá auf Tröllaskagi, wo er auch 1819 starb. Einer seiner Hilfspfarrer dort war Hallgrímur Þorsteinsson, der Vater des Dichters Jónas Hallgrímsson.

## Werk
Nachdem er zum 2. Mal sein Pfarramt verloren hatte, erhielt er Arbeit in der Druckerei auf der Insel Hrappsey im Breiðafjörður, Hrappseyjarprentsmiðjan, die 1773 gegründet worden war. Dies erwies sich als Glücksfall für Jón und sein Werk, der neben der Arbeit schon früh zu schreiben begonnen hatte. Er hatte u. a. ein Buch mit Gedichten des norwegischen Lyrikers Christian Braunmann Tullin übersetzt, das nun herausgegeben wurde und sich als eine Art Bestseller erwies.
Jón wurde selbst als Lyriker bekannt, besonders aber als Übersetzer von Weltliteratur. So übersetzte er etwa Werke von Alexander Pope, Paradise Lost von John Milton, aber auch den Messias von Klopstock ins Isländische. Bei der Übersetzung des berühmten Werkes von John Milton benützte Jón Þorláksson ein Versmaß, das durch die Lieder-Edda bekannt geworden war. Mit dieser Hinwendung zu mittelalterlicher Überlieferung in der Literatur bereitete er der Literaturströmung der Romantik in seinem Land den Weg.
Kurz vor dem Ende seines Lebens erhielt er auch etliche Preise als Anerkennung seiner Übersetzerleistung.